# Cheromettia
Cheromettia is een geslacht van vlinders van de familie slakrupsvlinders (Limacodidae).

## Soorten
- C. apicata (Moore, 1879)
- C. ferruginea (Moore, 1877)
- C. lohor (Moore, 1859)
- C. melli Hering, 1931
- C. sumatrensis (Heylaerts, 1884)